# Radstadion Köln

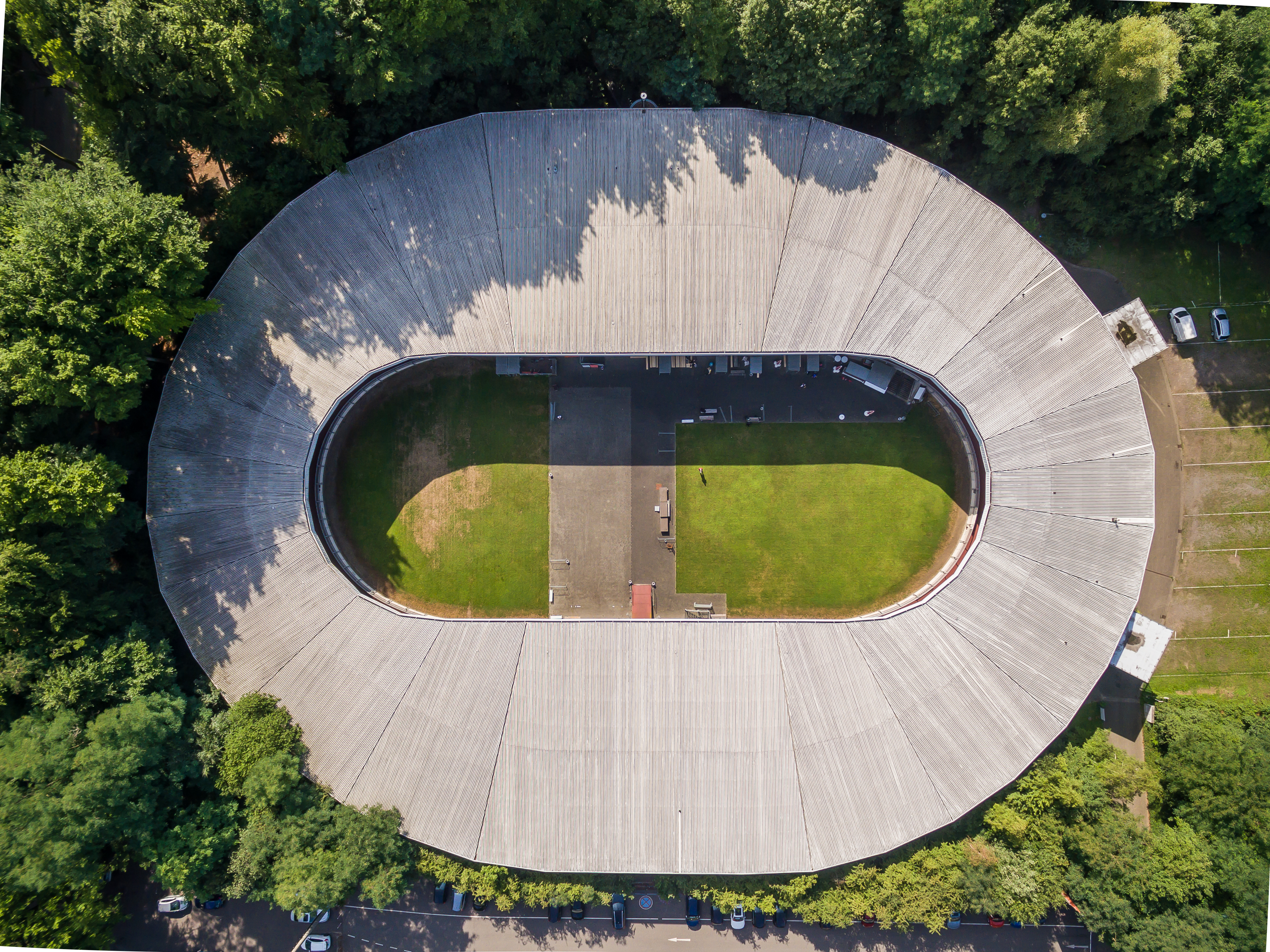
Das Radstadion Köln von oben (2017)

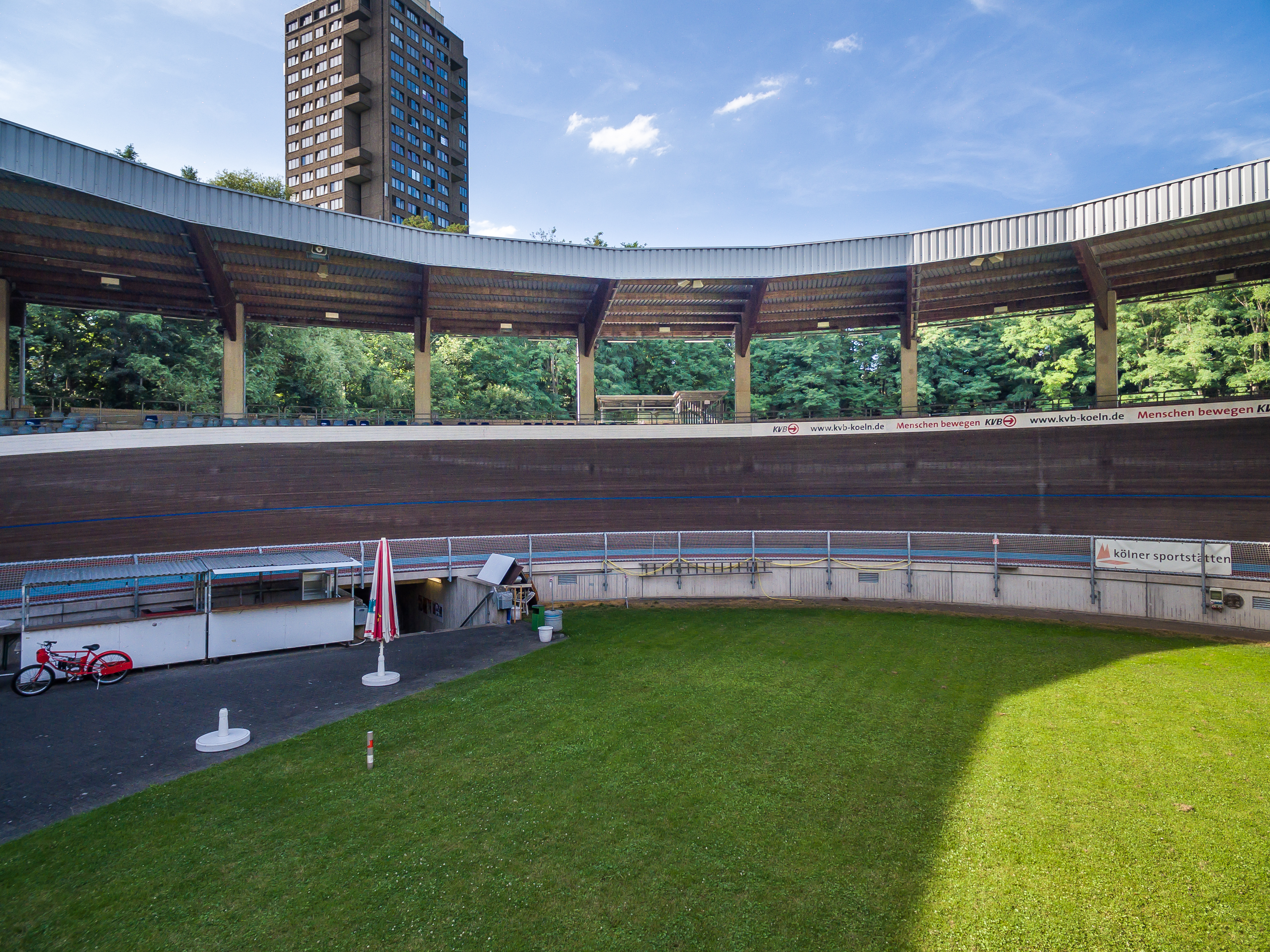
Der Innenraum (Blick nach Norden) (2017)

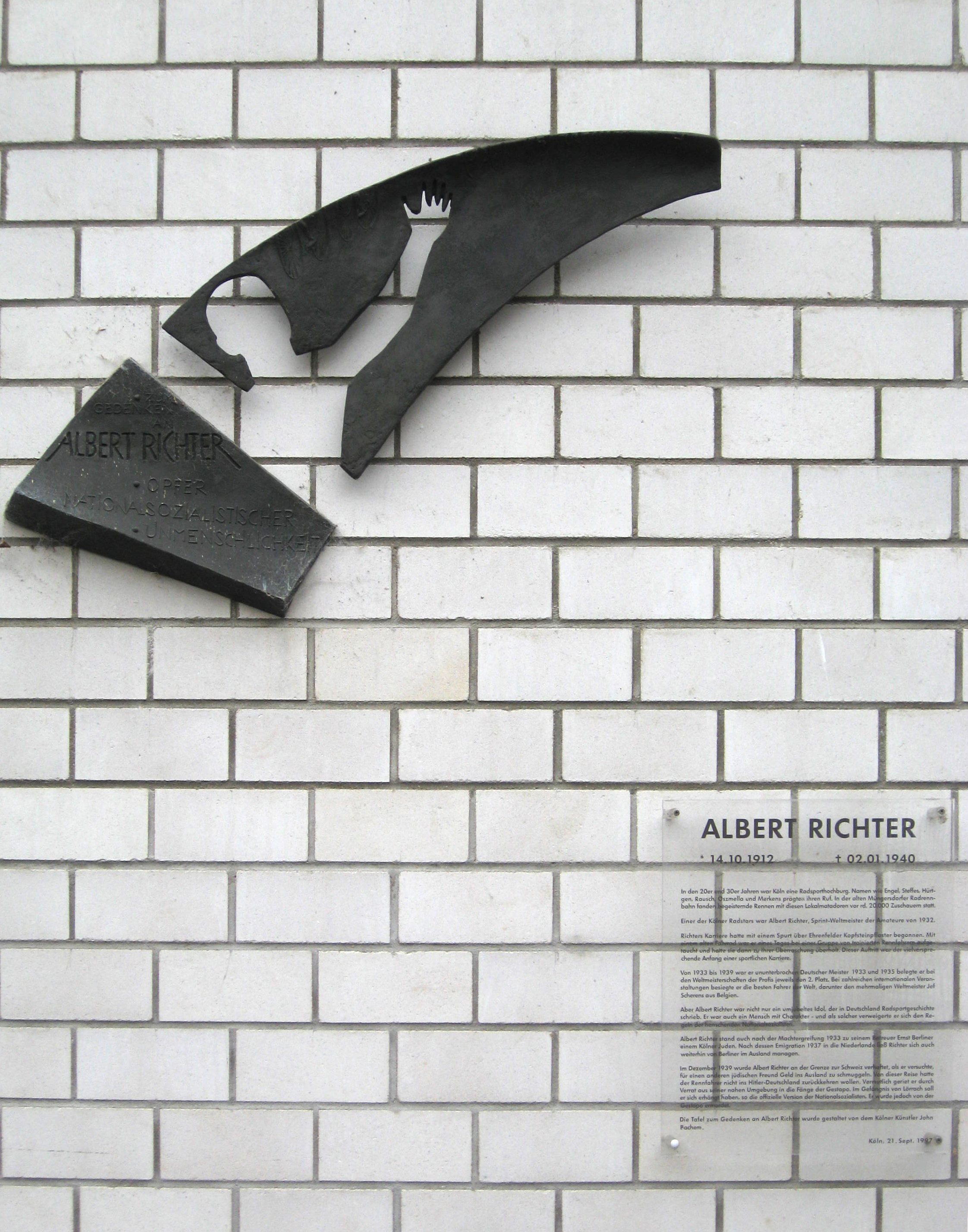
Gedenktafel für Albert Richter am Radstadion Köln, entworfen von John Bachem

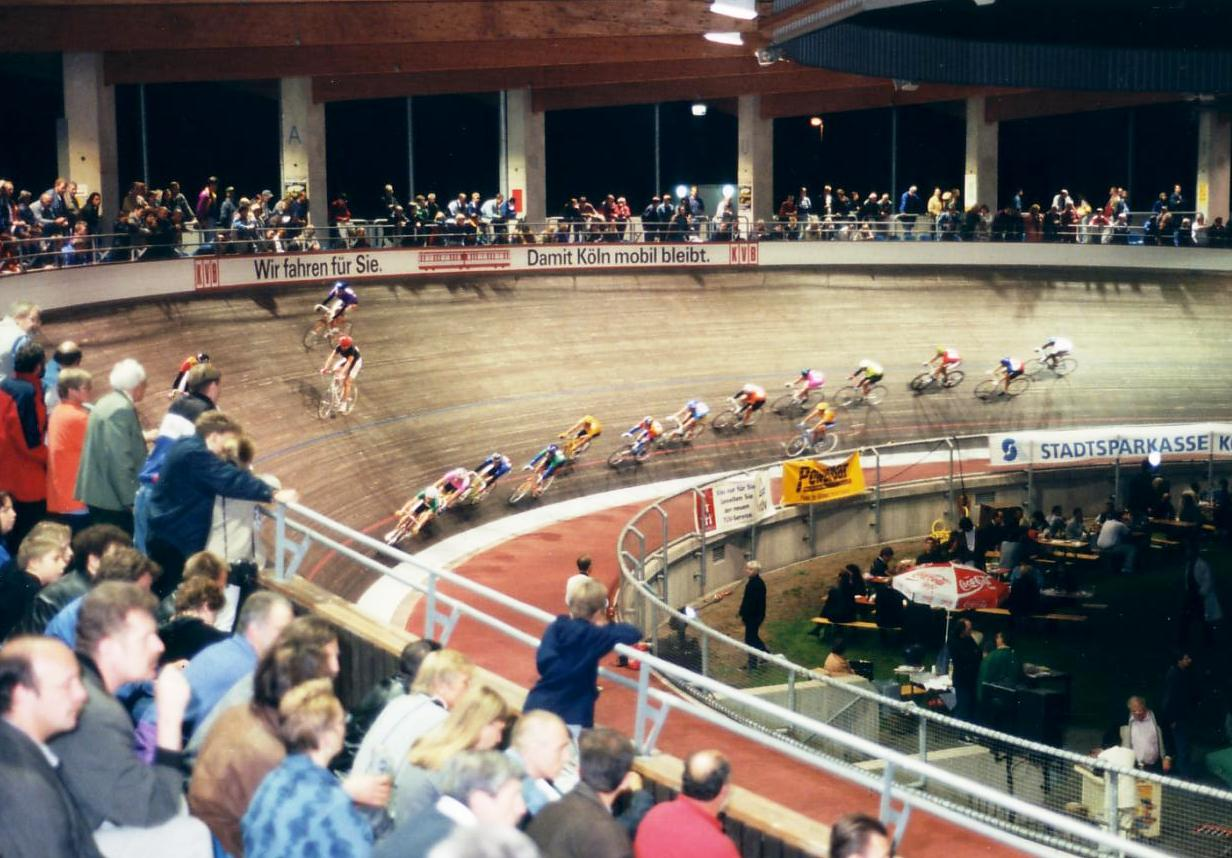
Radrennen auf der Albert-Richter-Bahn

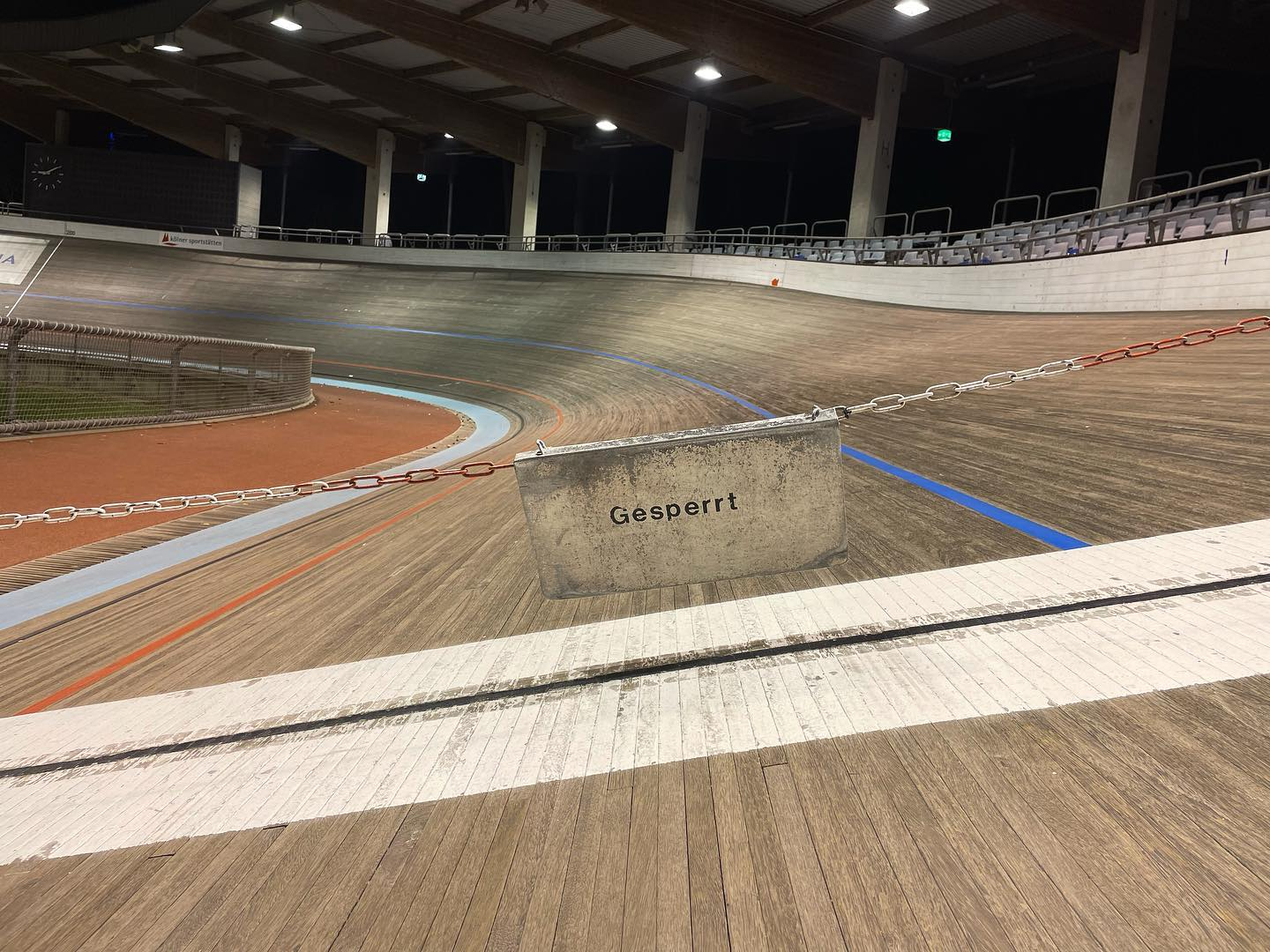
Nach der letzten Runde im März 2022

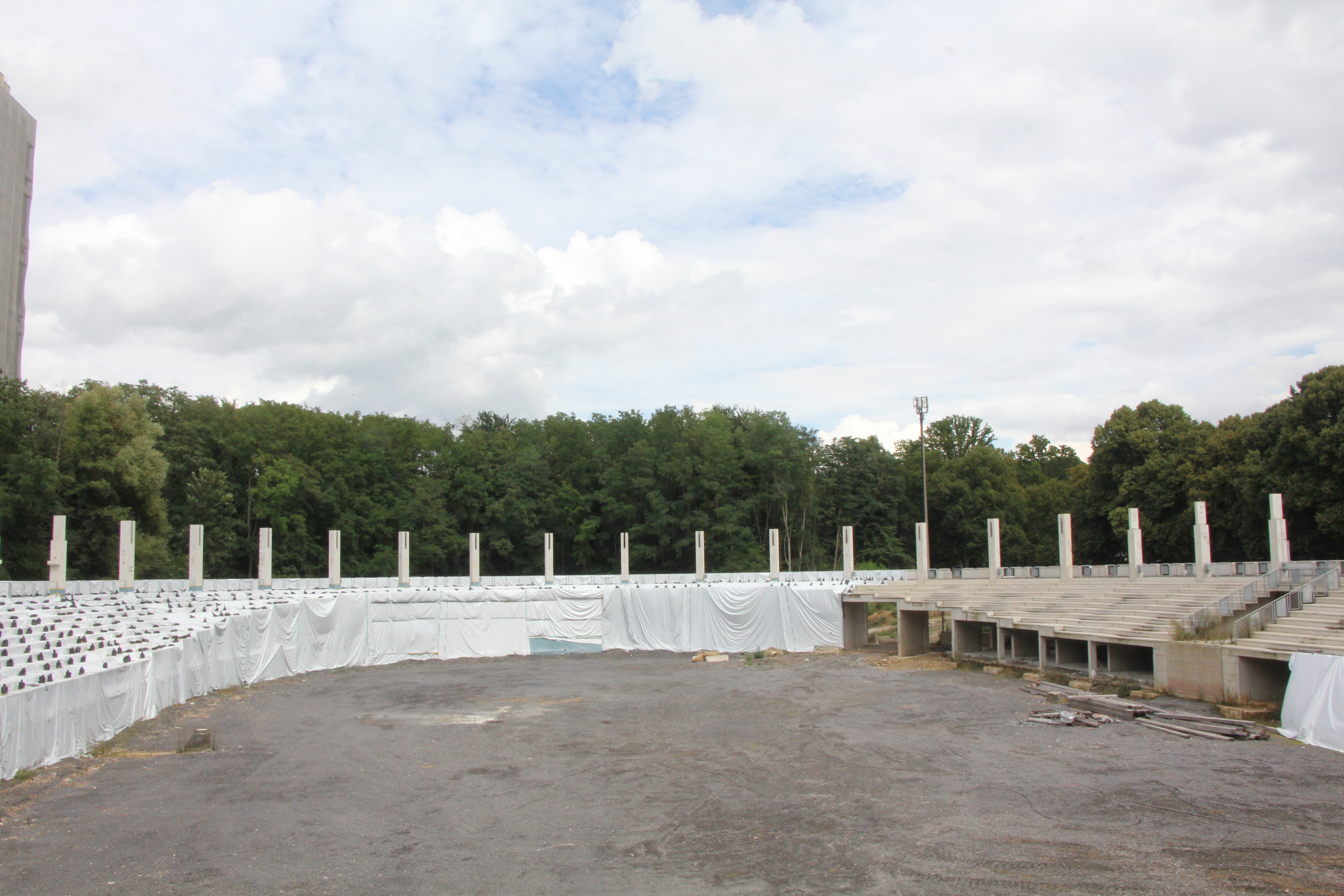
Zustand im Juli 2023

Das Radstadion Köln ist eine 1996 eröffnete Sportstätte im Kölner Stadtteil Müngersdorf. Die dazu zählende Bahn trägt offiziell den Namen Albert-Richter-Bahn. Sie wird momentan umgebaut und erweitert und soll 2027 wiedereröffnet werden. Mitte Juli 2022 begannen die Arbeiten am Teilabriss der Sportstätte.

## Geschichte
Mit dem Bau des Radstadions wurde 1990 begonnen. In mehreren Bauabschnitten wurde es bis 1996 fertiggestellt und befindet sich in direkter Nachbarschaft zum Rheinenergiestadion und der Deutschen Sporthochschule Köln. 
Das Radstadion fasst heute 2500 Zuschauer und ist zum Teil überdacht. Die zwischen 13° und 43° überhöhte Bahn ist für Geschwindigkeiten bis 85 km/h ausgelegt. Sie besteht aus dem wertvollen und seltenen Tropenholz Afzelia, da es besonders wetterbeständig ist. Die Verwendung dieses Tropenholzes führte während des Baus zu politischen Auseinandersetzungen im Rat der Stadt. Stadion und Radrennbahn wurden von den Münsteraner Architekten Herbert und Ralph Schürmann entworfen. 
Zur feierlichen Eröffnung des Radstadions wurden darin 1996 die 110. Deutschen Bahnmeisterschaften ausgetragen. 1998 wurde die Anzeigetafel aus der inzwischen abgerissenen Kölner Sporthalle in der Radrennbahn montiert. Bis 2001 war das Radstadion im Besitz der Stadt Köln, anschließend wurde es in die städtische Eigengesellschaft „Kölner Sportstätten GmbH“ überführt.
Im Mai 2019 entschied die Landesregierung von Nordrhein-Westfalen, das Kölner Radstadion umfassend zu modernisieren und zum Bahnradsportzentrum auszubauen. Die Bewerbung um den Zuschlag basierte erneut auf Plänen der Architektenfamilie Schürmann. Die Halle soll überdacht werden, damit auch im Winter Training möglich ist. Für Sportler und Trainer soll ein Gebäude auf der Ostseite erstellt werden. Zudem soll die neue Halle als Multifunktionshalle für mehrere Sportarten tauglich werden. Hier sollen Spitzen- und Nachwuchssportler gefördert werden, Schul- und Hochschulsport stattfinden und Studierende der Deutschen Sporthochschule trainieren und forschen.
Im Juli 2021 beschloss der Rat der Stadt Köln den Umbau der Freiluft-Radbahn zu einer ganzjährig nutzbaren und beheizbaren Multifunktionsarena als Teil des neuen Radsportzentrums NRW durch die Kölner Sportstätten GmbH. Zu Radsportveranstaltungen sollen 4000 Plätze zur Verfügung stehen. 3000 Plätze sind es bei Ballsportarten wie Basketball oder Volleyball. In erster Linie wird die Halle aber dem Radsport dienen. Die Bauarbeiten sollen bis Ende 2024 abgeschlossen werden. Die Kosten von rund 60 Mio. Euro sollen zu gleichen Teilen vom Bund, dem Land Nordrhein-Westfalen und der Stadt Köln finanziert werden. Der Umbau soll die günstigere Lösung gegenüber einem Neubau sein. Mitte Juli 2022 begann man mit dem teilweisen Abriss des Stadions. Im Dezember 2023 entschied der Kölner Stadtrat, das Projekt trotz stark gestiegener Baukosten (122,7 Millionen statt 60,4 Millionen Euro) zügig fortzusetzen; mit einer Fertigstellung wird 2025 gerechnet. Nach erneuten Verzögerungen wurde der März 2027 als neuer Termin der Fertigstellung angegeben.

## Benennung
Eine Bürgerinitiative um die Journalistin Renate Franz und den späteren Innenstadtbürgermeister Andreas Hupke erreichte, dass die Bahn im Radstadion zur Eröffnung 1996 nach Albert Richter benannt wurde. Der Kölner Radsportler war 1940 mutmaßlich von der Gestapo im Gefängnis von Lörrach ermordet worden. 1932 gewann Richter in Rom die Amateurweltmeisterschaft im Sprint; im Velodromo Maspes-Vigorelli, das der Vater von Herbert Schürmann, Clemens Schürmann, für die Weltmeisterschaften entworfen hatte.
Obwohl offiziell nur die Bahn den Namen Richters trägt, hat sich diese Trennung im allgemeinen Sprachgebrauch nicht durchgesetzt, weshalb oft vom „Albert-Richter-Radstadion“ gesprochen wird.

## Bahnrekord
Der Bahnrekord über 200 m wurde am 22. Juli 2012 während des 1. Kölner Sprintermeetings mit 10,033 Sekunden von Maximilian Levy aufgestellt. Damit verbesserte er die vorherige Bestmarke über 10,4 Sekunden von Jan van Eijden aus dem Eröffnungsjahr 1996.

## Vorläufer
- Karte mit allen Koordinaten der Kölner Radrennbahnen:
- OSM |
- WikiMap

Insgesamt gab es seit 1889 mindestens neun Radrennbahnen in Köln.

### Riehler Radrennbahn

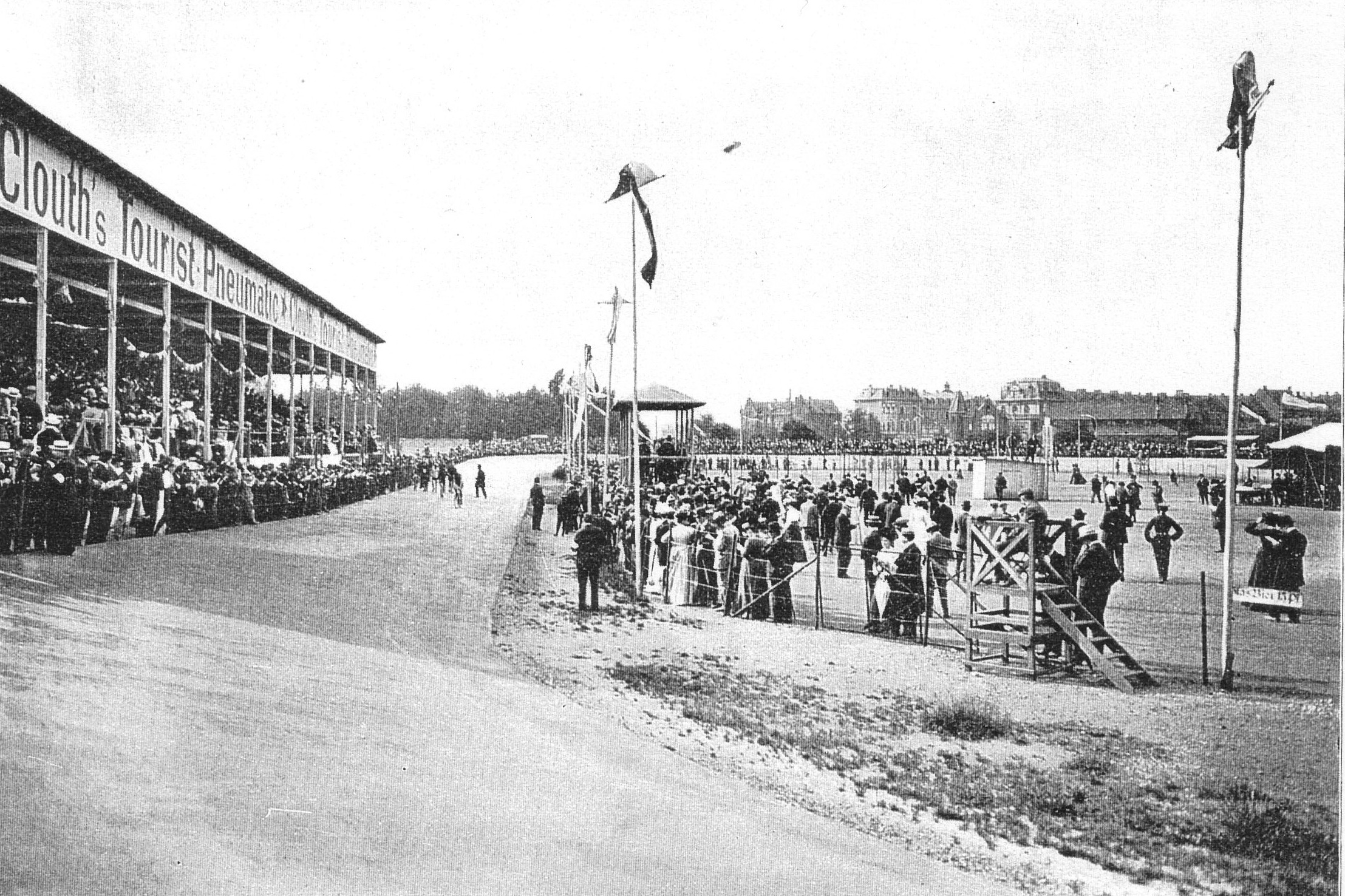
Die Riehler Radrennbahn

Die erste war die „Radrennbahn am Zoologischen Garten“, bekannter als „Riehler Radrennbahn“. Gebaut wurde sie vom „1. Bicycle Club Köln“, einem Radsportverein, der 1880 auf Initiative des Reifenherstellers Clouth gegründet worden war. Die Bahn wurde im 1889 auf einem Areal eingeweiht, das heute zum Kölner Zoo gehört. Zeitgleich fand in der Kölner Flora die „Internationale Sportausstellung“ statt. Die Bahn war 333 m lang, 9 m breit und verfügte über 4,20 Meter Kurvenerhöhung. Das erste Rennen, noch auf Hochrädern, gewann der Kölner Heinrich Kühbacher, der später als „Knallkünning“ („Knallkönig“) bekannt wurde, weil er bis in die 1950er Jahre hinein bei Bahnrennen in Köln den Startschuss gab.
Buffalo Bill trat hier mit seiner Wildwestshow 1890 auf, 1892 fanden auf der Bahn die deutschen Meisterschaften und 1895 die Weltmeisterschaften der Berufsradfahrer statt. Bei den deutschen Meisterschaften gewann das Rennen über 1000 Meter im Niederradfahren Jean Schaaf, der damit der erste Kölner Radsportler war, der einen deutschen Meistertitel gewann. Drei Jahre später fanden dort die Bahn-Radweltmeisterschaften statt, die dritten in der Geschichte des Radsports und die ersten mit Profi-Beteiligung. Aus diesem Anlass erhielt die Bahn, die bis dahin aus gewalztem Kies bestand, eine Asphaltdecke. Im Laufe der Jahrzehnte wurde sie hauptsächlich für Steherrennen genutzt.
Am 6. September 1908 wurde auf der Bahn die Europameisterschaft über 100 Kilometer ausgetragen; am Start war u. a. der spätere Steher-Weltmeister Peter Günther. Am 8. September 1913 verunglückten auf der Riehler Radrennbahn zwei Sportler bei einem Sturz tödlich, der Rennfahrer Richard Scheuermann sowie der Schrittmacher Gus Lawson, Bruder des Rennfahrers Iver Lawson. Am 21. Juli 1931 verunglückte der deutsche Schrittmacher Werner Krüger tödlich auf der Bahn.
Im Zweiten Weltkrieg erlitt die seit den 1920er Jahren zeitweise auch als Motorsport-Rennstrecke genutzte Bahn durch die Bombardierung der Stadt schwere Schäden und wurde 1956 abgebrochen. (ehemalige Lage der Riehler Radrennbahn)

### Stadtwaldbahn
Um 1900 wurde im Kölner Stadtwald in Lindenthal die „Stadtwaldbahn“ angelegt, die 400 Meter lang war, aus Asche und Sand bestand und über keine nennenswerte Kurvenneigung verfügte. Ursprünglich war sie lediglich ein Parkweg gewesen, der um Tennisplätze führte. Die hier stattfindenden Rennen erfreuten sich besonderer Beliebtheit wegen der idyllischen Lage der Bahn. Bis zu 20.000 Zuschauer kamen zu den Rennen und bauten sich die Tribünen aus Stühlen, Brettern und Leitern selbst; zudem wird berichtet, dass die Fans schon samstags abends mit Stuhl und Picknick-Korb anrückten, um sich die besten Plätze für die Rennen am Sonntagvormittag zu sichern. 1923 fand das letzte Rennen statt.
(ehemalige Lage der Stadtwaldbahn)

### Müngersdorfer Radrennbahn
Die direkte Vorgängerin des Albert-Richter-Radstadions war die „Müngersdorfer Radrennbahn“, die an selber Stelle stand und die einzige Kölner Bahn im städtischen Besitz war. Die 400 Meter lange Holzpiste, von dem Dresdner Ingenieur Edmund Heller konzipiert, wurde 1923 eröffnet, und vier Jahre später fanden auf ihr die Wettbewerbe der Bahn-Weltmeisterschaften statt, für die sie nochmals modernisiert und ausgebaut worden war: Die Holzbahn wurde durch eine aus Beton ersetzt, Tribünen wurden erweitert und eine Beleuchtung angebracht. Nach dem Zweiten Weltkrieg fanden schon ab 1945 Rennen – hauptsächlich Steherrennen – statt. Bei einem Rennen mit mehreren Nationen im Jahre 1949 gewann der Kölner Jean Schorn. Da es noch keine offizielle Nationalhymne gab, erklang der kölsche Schlager Wir sind die Eingeborenen von Trizonesien von Karl Berbuer.
1954 wurden in Müngersdorf die Bahn-Weltmeisterschaften – außer den Steherrennen, die in Wuppertal im „Stadion Am Zoo“ stattfanden – ausgetragen. 1971 war das letzte Radrennen auf dieser Bahn. In den 1960er Jahren wurden auf dem Spielfeld im Innenraum der Radrennbahn die Heimspiele der damaligen Regionalligisten (Zweite Liga) Viktoria Köln bis April 1965 und SC Fortuna Köln ausgetragen. Während der Neubauphase des benachbarten Müngersdorfer Stadions von August 1971 bis November 1975 trug auch der 1. FC Köln seine Bundesliga-Heimspiele dort aus. Zu diesem Zweck wurde das Fassungsvermögen der Radrennbahn von 15.000 auf 29.000 Zuschauer erhöht. Auf der Gegentribüne wurde eine Holztribüne errichtet und die Radrennbahn selbst mit Zuschauersitzen überbaut. Folglich gab es keine Möglichkeit mehr, dort Radrennen auszutragen, 1981 wurde die Bahn abgerissen, 1990 mit dem Bau der neuen Radrennbahn begonnen. (ehemalige Lage der Müngersdorfer Radrennbahn und heutige des Radstadions Köln)

### Rheinlandhalle

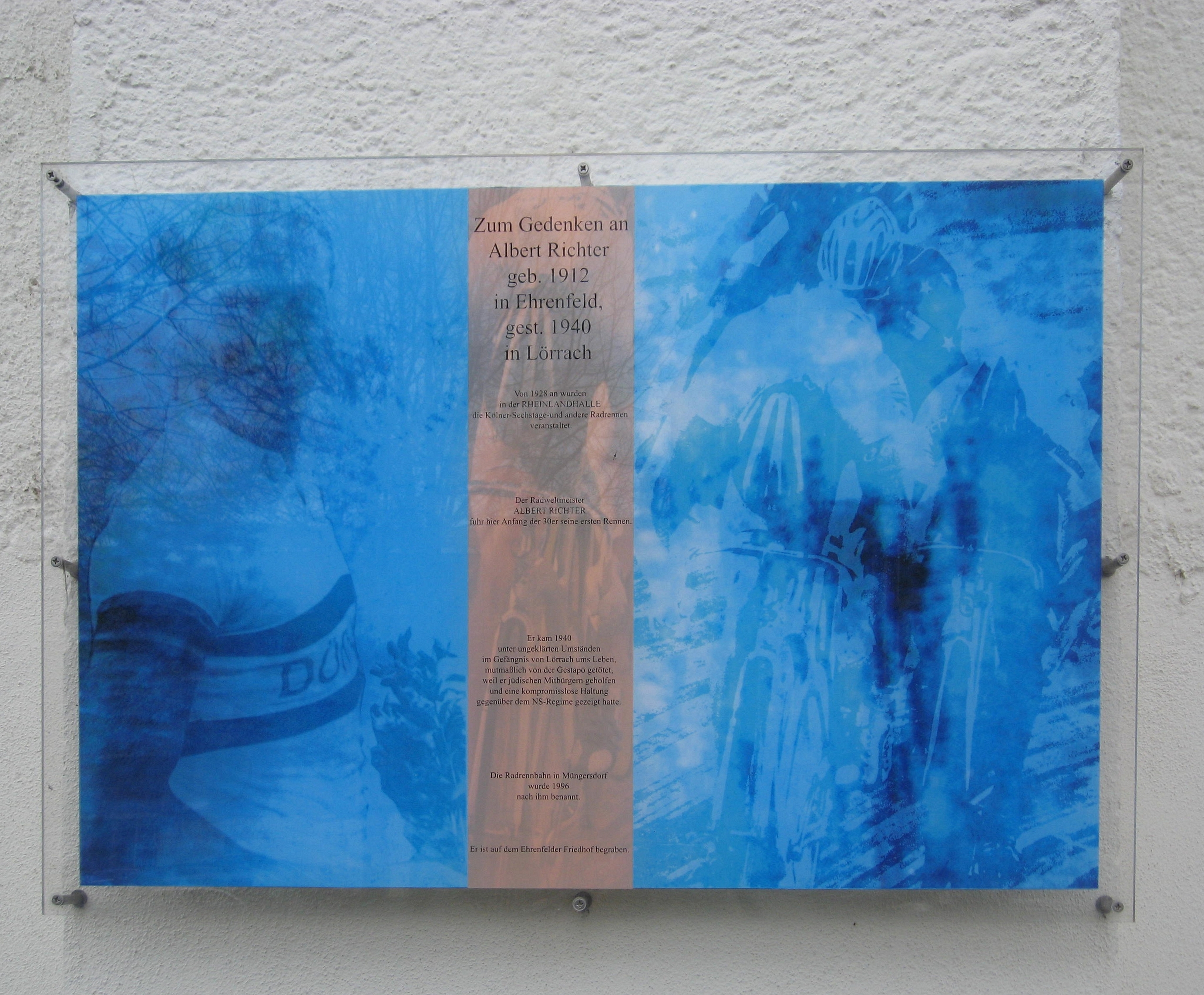
Gedenktafel für Albert Richter
an der Rheinlandhalle in Köln-Ehrenfeld
Entwurf: U. Schnackenberg

1928 wurde die erste überdachte Radrennbahn in Köln (Länge 166,66 Meter, Konstrukteur Clemens Schürmann) in der Rheinlandhalle eröffnet, in der von 1927 bis 1933 die Kölner Sechstagerennen stattfanden. Im Krieg wurde die Halle stark beschädigt, und die Bahn verschwand in der Versenkung; heute befinden sich in der Halle Geschäfte, u. a. ein Fahrrad-Discounter. Da die Radsport-Laufbahn von Albert Richter in der Rheinlandhalle ihren Anfang nahm, ist an ihr eine Gedenktafel für ihn angebracht.
(Lage der Rheinlandhalle)

### Vereins- und Trainingsbahnen
Zusätzlich gab es in den 1930er Jahren mehrere Bahnen in Vereinsbesitz, wie etwa die „Schwalbe-Bahn“ in Bickendorf (ehemalige Lage der Schwalbe-Bahn), die „Tempo“- sowie die „Schmitter-Bahn“ in Mülheim, letztere auf dem Gelände der heutigen Stegerwaldsiedlung (ehemalige Lage der Schmitter-Bahn). Ebenfalls in den 30er Jahren entstand auf dem Stadion-Gelände in Müngersdorf die „Nordfeldbahn“ zu Trainingszwecken, heute befindet sich dort das Reit- und Baseballstadion (ehemalige Lage der Nordfeldbahn). Alle diese Bahnen existierten jeweils nur wenige Jahre.

### Kölner Sporthalle
Nach dem Zweiten Weltkrieg erhielt Köln zum zweiten Mal eine überdachte Radrennbahn, in der Sporthalle auf dem Gelände der KölnMesse. Die Holzbahn war ausbaubar, 166,66 Meter lang und hatte eine Kurvenüberhöhung von 54 Grad. Konzipiert hatte sie Herbert Schürmann. Auf dieser Bahn fanden von 1958 bis 1997 die Sechstagerennen sowie die Rennen um den Silbernen Adler von Köln statt. Die Sporthalle wurde 1999 abgerissen und die Holzbahn der Sportschule Murjani in Lettland gespendet. Bis 2011 wurde sie jedoch dort nicht aufgebaut.
(ehemalige Lage der Sporthalle)